# Thằn lằn chân ngón Hòn Tre
Thằn lằn chân ngón Hòn Tre (danh pháp hai phần: Cyrtodactylus hontreensis) là một loài bò sát trong họ Tắc kè (Gekkonidae). Loài này được Ngô Văn Trí, Grismer & Grismer mô tả khoa học đầu tiên năm 2008. Đây là loài đặc hữu của hòn Tre thuộc tỉnh Kiên Giang, Việt Nam. Thằn lằn chân ngón hòn Tre mang những nét điển hình của loài sống trong hang động như mắt to, mõm dài, chi thon, củ tiêu giảm và không có củ đuôi, thích nghi với đời sống trong hang sâu trên hòn Tre, vùng đệm của Khu Dự trữ Sinh quyển Kiên Giang. Loài này có thân hình thon, chiều dài mút mõm-hậu môn là 79,7 ± 4,9 milimét. Vùng chẩm không có đốm hay vệt màu. Trên lưng có ba vạch lớn nâu đậm viền trắng nhạt.